# Comabbio
Comabbio (Cumàbi in dialetto varesotto) è un comune italiano di 1 184 abitanti della provincia di Varese in Lombardia.

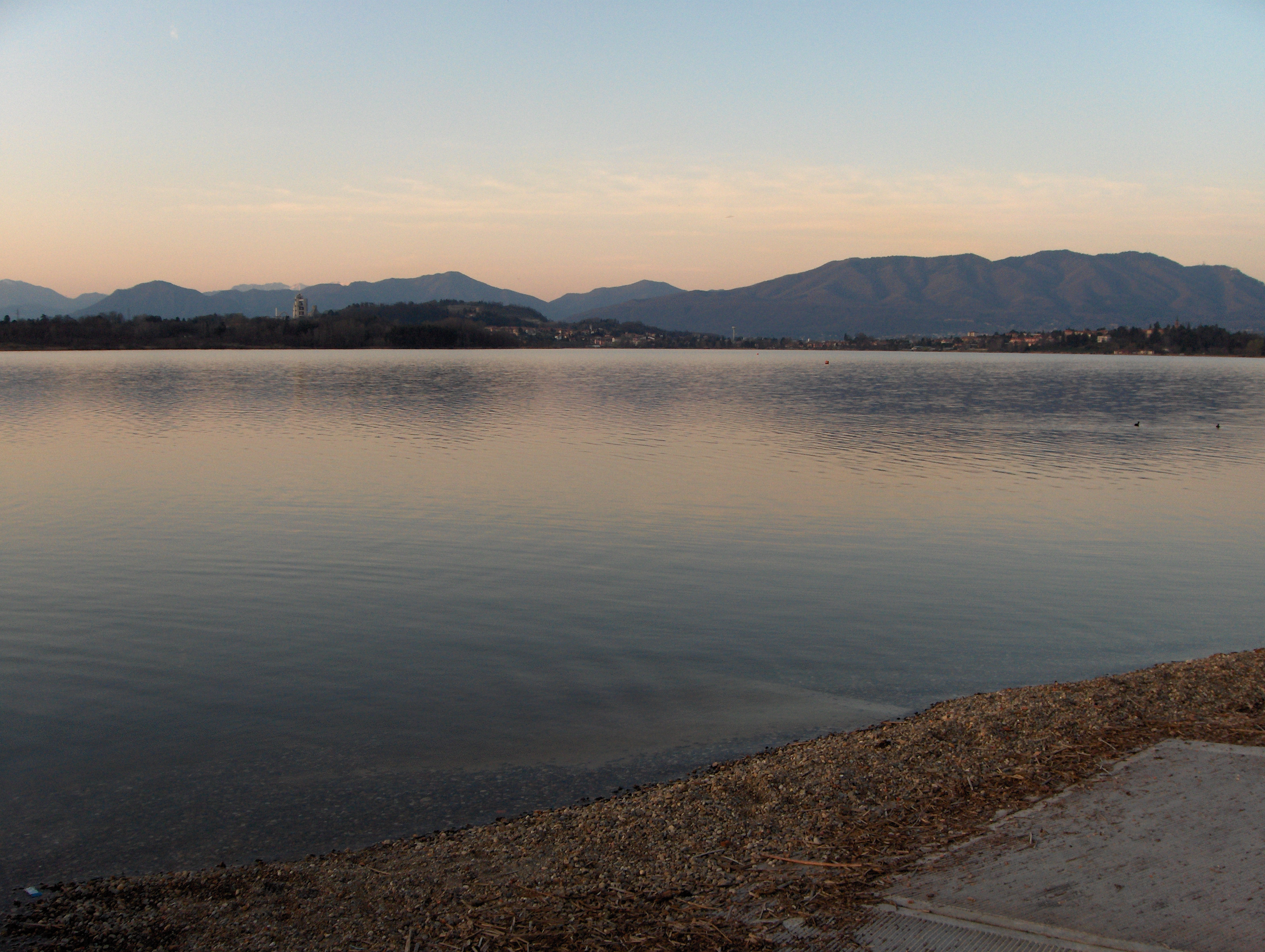
Il Lago di Comabbio

## Storia

### Dall'Antichità al Medioevo
Secondo una teoria non verificata, il primo insediamento risalirebbe all'epoca neolitica, visto il ritrovamento nel lago di Monate, assai vicino a Comabbio, di palafitte risalenti al periodo in questione. Più probabile è il IV sec. a.C., dal momento che il termine Comabbio pare derivi dal celtico com, ossia "curva" o "conca", a descrivere la conformazione morfologica del luogo che, addossato ad una catena di colline moreniche, offre proprio tale idea. Certezze si hanno dal I sec. d.C., periodo a cui si data un sepolcreto romano quale testimonianza incontrovertibile della presenza di un villaggio romano proprio in quel periodo. Il Bertolone segnala il ritrovamento ai primi del Novecento di materiali archeologici riconducibili a età imperiale, materiali un tempo conservati al Museo Civico di Varese, poi andati perduti. Indubbia è la presenza, sempre in quel periodo, di numerose strade di romana fattura che passavano proprio per Comabbio e ne garantirono in epoche seguenti una certa prosperità. La storia di Comabbio è meglio ricostruibile dal 1005 in poi, anno della prima citazione rinvenuta negli atti notarili del Museo Diplomatico. Si dà oramai per scontato che la Pieve di Brebbia, di cui all'epoca faceva parte anche Comabbio, fosse stata ceduta, insieme a molti altri feudi, all'arcivescovo di Milano Valperto dall'imperatore Ottone I intorno al 960 d.C., quale riconoscimento dei servigi resi dal prelato al neoeletto imperatore. Non a caso il 22 giugno del 999 d.C. si legge che la Pieve di Brebbia fosse già in possesso all'arcivescovado milanese. Quali conseguenze di questo fatto storico si hanno a Comabbio due circostanze: la prima è l'accrescimento della presenza fondiaria arcivescovile entro i confini comabbiesi dalla fine del X secolo in poi, la seconda è la nomina della famiglia de Curte di Brebbia quali feudatari di Comabbio. Di incerta proprietà è invece il castrum, risalente al X secolo in epoca di invasioni ungare, per il quale l'ipotesi più accreditata lo verrebbe edificato da un consorzio di ricchi proprietari fondiari, poi in seguito ceduto alla famiglia de Curte. La sua struttura, ricostruita da Lorenzo Frascotti, era quella del comune castello-recinto, per adottare la definizione cara a Carlo Perogalli, ossia una possente cinta muraria di cinque metri per uno di spessore cui erano annesse due torri, l'una d'avvistamento e l'altra con funzione di porta del villaggio. Parte delle mura sono ancora visibili e perfettamente integre. All'interno delle mura vi era un abitato più recente, il vicus, mentre il più antico, la villa, si stendeva sul lato sud-est del castrum. La vita economica della Comabbio a cavallo fra l'XI e il XIII secolo era fiorente. Buona parte della popolazione era impiegata in agricoltura, in particolare coltivazioni cerealicole, noci, alberi da frutto; un'altra parte era impiegata nell'allevamento ittico, come testimonia la presenza di numerose peschiere che si rinviene negli atti del Museo Diplomatico; un'altra era impiegata nell'edilizia; un'altra nell'allevamento soprattutto di ovini; una parte consistente, infine, era costituita da ricchi proprietari terrieri fra cui spiccano i nomi della famiglia de Curte, de Solario, de Puteo, de Fontana, Brugnoli de Ecclesia, de Besutio, una straordinaria concentrazione che si spiega solo con l'importanza del locus. Altissimo era il valore commerciale dei terreni agricoli, pari al quadruplo della vicina Ternate, al quintuplo della vicina Varano e a dieci volte Cologno Monzese. Tecnicamente evoluti erano i sistemi di irrigazione e di bonifica dei terreni paludosi, nonché la vita politica della cittadina che sicuramente fra il 1187 e il 1221 vantava una struttura di tipo comunale con doppia rappresentanza consolare per rustici e cortesi. Risalente ad epoca longobarda era l'allora chiesa di Santa Maria, ampliata nel XII secolo con un porticato esterno e un campanile romanico. Alla seconda metà del XII risale la chiesa di San Giacomo di Alfeo, abbattuta nel 1609 per far posto al Santuario della Beata Maria Vergine del Rosario. La coesistenza di due edifici religiosi nella stessa piazza è un topos dell'architettura varesina, ma riservata ai centri plebani di Angera, Brebbia, Domo Valtravaglia e Olgiate Olona, un lusso che denota già di suo l'importanza del luogo in epoca medioevale.

### Dal Trecento al XX secolo
La località di Comabbio, citata negli statuti delle strade e delle acque del contado di Milano, era tra le comunità che contribuivano alla manutenzione della strada di Rho. Il comune nel 1751 risultava infeudato al conte Giulio Visconti Borromeo Arese, mentre il libro delle entrate camerali riporta il nome di Lodovico Visconti. Al comune risultava aggregata nella mappa la comunità di S. Sepolcro, di 30 anime, per cui era prevista una successiva aggregazione a Ternate. In realtà però le due comunità erano separate, anche per quanto riguardava i carichi fiscali. Le due comunità utilizzavano congiuntamente la palude Brabbia, pagando 6 lire all'anno. Il giudice competente era il podestà di Gavirate. Il console prestava il proprio giuramento alla banca criminale dell'ufficio di Gallarate, competente per le cause di maggior magistrato. Non vi era consiglio e l'amministrazione era regolata da due sindaci eletti dalla comunità, previo il suono della campana. I sindaci, che rimanevano in carica per due o tre anni, secondo l'accordo, curavano i pubblici affari e vigilavano sull'esattezza dei riparti.
Il cancelliere, cui si pagavano d'onorario 30 lire ogni anno, più l'esenzione del carico personale annuo, era residente in Comabbio e conservava le scritture in una cassa nella propria abitazione. Il comune non aveva procuratori né agenti. Nel compartimento territoriale del 1757 Comabbio risultava far parte della pieve di Brebbia. A seguito del compartimento territoriale della Lombardia austriaca del 1786, Comabbio, sempre compreso nella pieve di Brebbia, entrò a far parte della provincia di Gallarate. Il territorio venne successivamente inserito nella provincia di Milano e nel 1791, abolite le intendenze politiche, le terre della pieve di Brebbia vennero a trovarsi comprese nella provincia di Milano. Per effetto della legge 26 marzo 1798 di organizzazione del dipartimento del Verbano il comune di Comabbio venne inserito nel distretto di Besozzo. Soppresso il dipartimento del Verbano, con la successiva legge 26 settembre 1798 di ripartizione territoriale dei dipartimenti d'Olona, Alto Po, Serio e Mincio, Comabbio entrò a far parte del distretto di Angera inserito nel dipartimento dell'Olona. Nel compartimento territoriale del 1801 il comune fu collocato nel distretto II di Varese del dipartimento del Lario. Nel 1805, un ulteriore compartimento territoriale inserì Comabbio nel cantone III di Angera del distretto II, di Varese, del dipartimento del Lario. Il comune, di III classe, aveva 331 abitanti. Il 21 dicembre 1807 Comabbio e le terre circonvicine avanzarono una petizione per essere aggregate al dipartimento d'Olona. A seguito dell'aggregazione dei comuni del dipartimento del Lario, in accordo con il piano previsto già nel 1807 e parzialmente rivisto nel biennio successivo, il comune denominativo di Comabbio, con i comuni aggregati di Comabbio, Mercallo, Osmate, e con 896 abitanti complessivi, figurava nel cantone II di Gavirate del distretto II di Varese, e come tale, comune di III classe, fu confermato con il successivo compartimento territoriale del dipartimento del Lario. Con l'attivazione dei comuni della provincia di Como, in base alla compartimentazione territoriale del regno lombardo-veneto, il comune di Comabbio fu inserito nel distretto XV di Angera. Comabbio, comune con convocato, fu confermato nel distretto XV di Angera in forza del successivo compartimento territoriale delle province lombarde. Nel 1853, Comabbio, comune con convocato generale e con una popolazione di 553 abitanti, fu inserito nel distretto XX di Angera. In seguito all'unione temporanea delle province lombarde al regno di Sardegna, in base al compartimento territoriale stabilito con la legge 23 ottobre 1859, il comune di Comabbio, con 531 abitanti, retto da un consiglio di quindici membri e da una giunta di due, fu incluso nel mandamento VI di Angera, circondario II di Varese, provincia di Como. Alla costituzione nel 1861 del Regno d'Italia, il comune aveva una popolazione residente di 593 abitanti. In base alla legge sull'ordinamento comunale del 1865 il comune veniva amministrato da un sindaco, da una giunta e da un consiglio. Nel 1867 il comune risultava incluso nello stesso mandamento, circondario e provincia. Nel 1924 il comune risultava incluso nel circondario di Varese della provincia di Como. In seguito alla riforma dell'ordinamento comunale disposta nel 1926 il comune veniva amministrato da un podestà. Nel 1927 il comune venne aggregato alla provincia di Varese. In seguito alla riforma dell'ordinamento comunale disposta nel 1946 il comune di Comabbio veniva amministrato da un sindaco, da una giunta e da un consiglio. Nel 1971 il comune di Comabbio aveva una superficie di ettari 476.

### Simboli
Lo stemma e il gonfalone sono stati concessi con decreto del presidente della Repubblica del 18 giugno 1962.
Lo stemma è uno scudo troncato d'argento e di azzurro: nella parte superiore è raffigurata la "mazza del lavoratore" d'oro, posta in fascia, sormontata dalle lettere maiuscole COM; in quella inferiore due fasce ondate d'azzurro ricordano che il comune si affaccia sui due laghi di Monate e Comabbio. Il gonfalone è un drappo troncato di azzurro e di bianco.

## Monumenti e luoghi d'interesse

### Architetture religiose

#### Chiesa di San Giacomo Apostolo
Risalente alla prima metà del XVI secolo, la chiesa fu eretta in corrispondenza dell'antico tempio di Santa Maria, di cui si conserva solamente il campanile romanico, coperto da uno spesso strato di intonaco ed innalzato per accogliere la cella campanaria. La chiesa, che nell'Alto Medioevo aveva le sembianze di una cappella rurale, intorno al XII secolo fu ampliata con un portico esterno. In seguito, in un periodo indefinito e compreso fra il 1458 e il 1558, fu rasa al suolo e ricostruita nelle sembianze di una chiesa rurale che misurava 12,6 m per 6,6. Le visite pastorali della seconda metà del Cinquecento ne descrivono assai precisamente la struttura: due porte d'accesso, battistero, sulla sinistra una cappella dedicata alla Vergine e a San Bernardino, altare, la Sacra Storia di Nostro Signore Gesù Cristo affrescata sulle pareti dell'altare stesso, una pala dell'Assunzione e soffitto a cassettoni. Tra il 1578 e il 1581 la cappella della Vergine e di San Bernardino fu rasa al suolo e, conclusi i lavori nel 1608, la nuova cappella laterale fu dedicata alla Vergine Assunta, con annessa Cappellania fondata dal cappuccino Orazio Besozzi, al secolo Dionigi figlio di Ercole Besozzi. Sul finire del secolo, l'intero edificio fu interessato da una radicale ricostruzione che ne ha più che raddoppiato la lunghezza. La sua struttura si compone di un'unica navata culminante in una volta a botte fittamente decorata con affreschi cinquecenteschi, interrotta sul lato nord dalla cappella della Madonna Assunta, restaurata di recente, ove trova sede una preziosa tela di anonimo raffigurante Maria Assunta. La cappella, anticamente di dominio della famiglia Besozzi che in Comabbio risiedevano con un ramo assai potente, fu conclusa nel 1608, come ricorda la lapide posta all'interno di essa, e ulteriormente abbellita da un raffinato paliotto a scagliola, opera di Giovanni Battista Rapa del 1739, autore anche di quelli dell'altare maggiore della chiesa. Quest'ultimo, cui si accede per mezzo di un crepidoma a tre gradini sormontato da due balaustre di marmo nero a colonnette, è per buona parte decorato da stucchi, affreschi e tele delle più svariate epoche: gli affreschi risalgono al Cinquecento, quattro tele di anonimo risalenti al Seicento e raffiguranti i quattro dottori della Chiesa, cui se ne aggiungono ulteriori due di Paolo Bozzi, opere del 1932, un'altrettanto recente San Giacomo Matamoros di G. Giuliani, un San Carlo dei primi del Novecento in alto a nord e un Cristo Re altrettanto recente e di non indifferente pregio. Altre opere recenti si trovano nella navata, fra cui una Vocazione di San Pietro e una Trasfigurazione di Cristo di F. Raimondi del 1992 e un Battesimo di Cristo del Bozzi del 1933, tutte grandi tele. Sopra il portone della chiesa, sotto una notevole vetrata dei fratelli Baldini di Barasso raffigurante una copia esatta del San Michele di Guido Reni, trova sede, infine, una Pietà seicentesca che meriterebbe senza dubbio un buon restauro. La dedicazione della chiesa fu scelta per via della dominazione spagnola e preferita alla più antica dedicazione a San Giacomo il Minore.

#### Santuario della Beata Maria Vergine del Rosario
Originariamente Oratorio della Cappellania della Concezione della Beata Vergine Maria, fondata nel 1607 dal frate Dionigi Besozzi, fu eretta radendo al suolo la chiesa romanica di San Giacomo di Alfeo, risalente alla seconda metà del XII secolo. La datazione dell'edificio è incerta: chiara è la volontà dei comabbiesi che nel 1609 espressero al legato del cardinal Federigo Borromeo, tal Cesare Pezzano, l'intenzione di distruggere l'antico tempio per farne un oratorio. Nel 1636 nelle Ordinazioni ci si domandava a che punto fosse la Fabbrica, mentre in una inedita carta dei laghi varesini del 1652 appare l'edificio completo a fianco della chiesa di San Giacomo Apostolo. Una data approssimativa potrebbe essere fra il 1640, anno in cui in un altro documento si fa riferimento alla Fabbrica come ancora in movimento, e il 1650. L'edificio è tipico di quella fase storica, pienamente ispirato alle cappelle del coevo Sacromonte di Varese del quale l'Oratorio avrebbe dovuto fungere da sedicesima cappella ideale. Di pianta ottagonale, è scarsamente decorata all'interno, limitatamente ai dodici apostoli sulla volta, opera di Giacomo Coppini del 1940, che meriterebbero un restauro più volte procrastinato. L'altare, tuttavia, è assai prezioso, in legno dorato e di gusto ampiamente barocco, lo stesso che un tempo vi era nella chiesa parrocchiale di San Giacomo, poi andato perduto. In mezzo troneggia la statua lignea della Beata Vergine del Rosario, di epoca Seicentesca, sicuramente lì nel 1683, come risulta dalla visita pastorale del cardinal Federico Visconti. L'edificio è rimasto incompiuto e presenta una facciata solo parzialmente intonacata. In epoche più recenti, scioltasi la Cappellania, l'edificio fu abbandonato e, sul finire del XIX secolo, adibito ai più disparati usi sui quali non mancano le virulente critiche dei comabbiesi per la destinazione a cui il luogo sacro fu rivolto. In realtà, come ben fatto notare da Don Luigi Del Torchio, si trattava di un oratorio, non di una chiesa. Il periodo di maggior fortuna per il luogo sacro venne con il geniale parroco don Battista Crespi che, sotto viva sollecitazione del cardinal Schuster che nel 1939 gli scrisse di 'restituire al culto il millenario tempio della Madonna ora ridotto in teatro' (riferendosi al fatto che in quegli anni l'oratorio era stato adibito proprio a teatro), creò un luogo di culto mariano che in breve tempo divenne meta di consistenti pellegrinaggi.
È rimasta celebre nella memoria degli abitanti di Comabbio e dei paesi circostanti la guarigione prodigiosa di una bambina di Varano Borghi avvenuta nel 1942, il lunedì delle litanie triduane dopo Pentecoste. 
L’evento suscitò un’eco profonda tanto che circa due settimane dopo l’intera parrocchia di Varano, con il parroco a capo, si recò processionalmente in pellegrinaggio al santuario di Comabbio in segno di ringraziamento e venerazione.
Al seguito di questo evento, si incominciò ad attribuire l’appellativo di “ miracolosa” al simulacro della Beata Vergine ivi custodito e venerato.

### Architetture civili

#### Il Pensatore
Nel cortile delle scuole elementari trova sede la scultura, raffigurante un uomo in atto, per l'appunto, di pensare col mento sul pugno, del valente scultore milanese Ernesto Bazzaro. Nato il 29 marzo 1859, figlio d'arte, si formò presso Ambrogio Borghi all'Accademia di Brera e Giuseppe Grandi. Di lui resta una copiosa produzione artistica sparsa fra Milano, Roma e Monza; ebbe particolare fortuna coi monumenti ai caduti che nel primo dopoguerra andavano erigendosi un po' dovunque. È di questo periodo (1925, come ricorda la firma apposta sul lato destro) anche il Pensatore. La scultura raffigura un uomo possente e ricciuto seduto col piede destro lievemente sopraelevato e il sinistro incedente, sul quale poggia il braccio sinistro, mentre il destro è posato sull'altro ginocchio più rilassato. I volumi sono decisamente a vantaggio del lato destro, dove testa, mano, ginocchio e piede sono disposti sostanzialmente in maniera perpendicolare. L'opera giunse nel cortile delle scuole elementari nel 1971, donato alla comunità da Zino Fontana, al quale era pervenuto in eredità da Luigi Fontana, cavaliere e valente artista nonché padre di Lucio Fontana, che l'aveva ottenuto tramite permuta dallo stesso Bazzaro.

#### Monumento ai Caduti
Il Monumento ai Caduti del prof. A. Bolgiani consiste in un basamento in pietra, su cui si erge un'aquila bronzea nell'atto di librarsi in volo reggendo fra gli artigli una mitragliatrice Fiat, un elmetto e una giberna. Originariamente collocato al cimitero, fu in seguito traslato nel centro del paese, in piazza Marconi.

## Società

### Evoluzione demografica
- 291 nel 1573[43]
- 440 nel 1748[44]
- 331 nel 1805
- 896 dopo annessione di Mercallo e Osmate nel 1809
- 553 nel 1853
- 672 nel 1871
- 719 nel 1881
- 700 nel 1898[45]
- 695 nel 1901
- 644 nel 1911
- 597 nel 1921
- 568 nel 1931
- 525 nel 1936
- 580 nel 1951
- 693 nel 1961
- 811 nel 1971

Abitanti censiti

## Sport

### Calcio
Fino alla seconda guerra mondiale, l'attività calcistica del comune venne condotta per lo più a livello ricreativo e amatoriale: la squadra cittadina vestiva pantaloncini neri e maglie in tinte variabili dal beige chiaro al marrone scuro. Alla fine degli anni 1950 grazie all'interessamento del parroco don Battista Crespi venne realizzato un campo erboso regolamentare, poi divenuto dal 1964 sede del primo club organizzato locale, l'Unione Sportiva Comabbio, che storicamente non ha mai oltrepassato le categorie dilettantistiche a carattere regionale e provinciale.